# Кастільйоне-д'Адда
Кастільйоне-д'Адда (італ. Castiglione d'Adda) — муніципалітет в Італії, у регіоні Ломбардія, провінція Лоді.
Кастільйоне-д'Адда розташоване на відстані близько 440 км на північний захід від Рима, 50 км на південний схід від Мілана, 19 км на південний схід від Лоді.
Населення — 4739 осіб (2014).

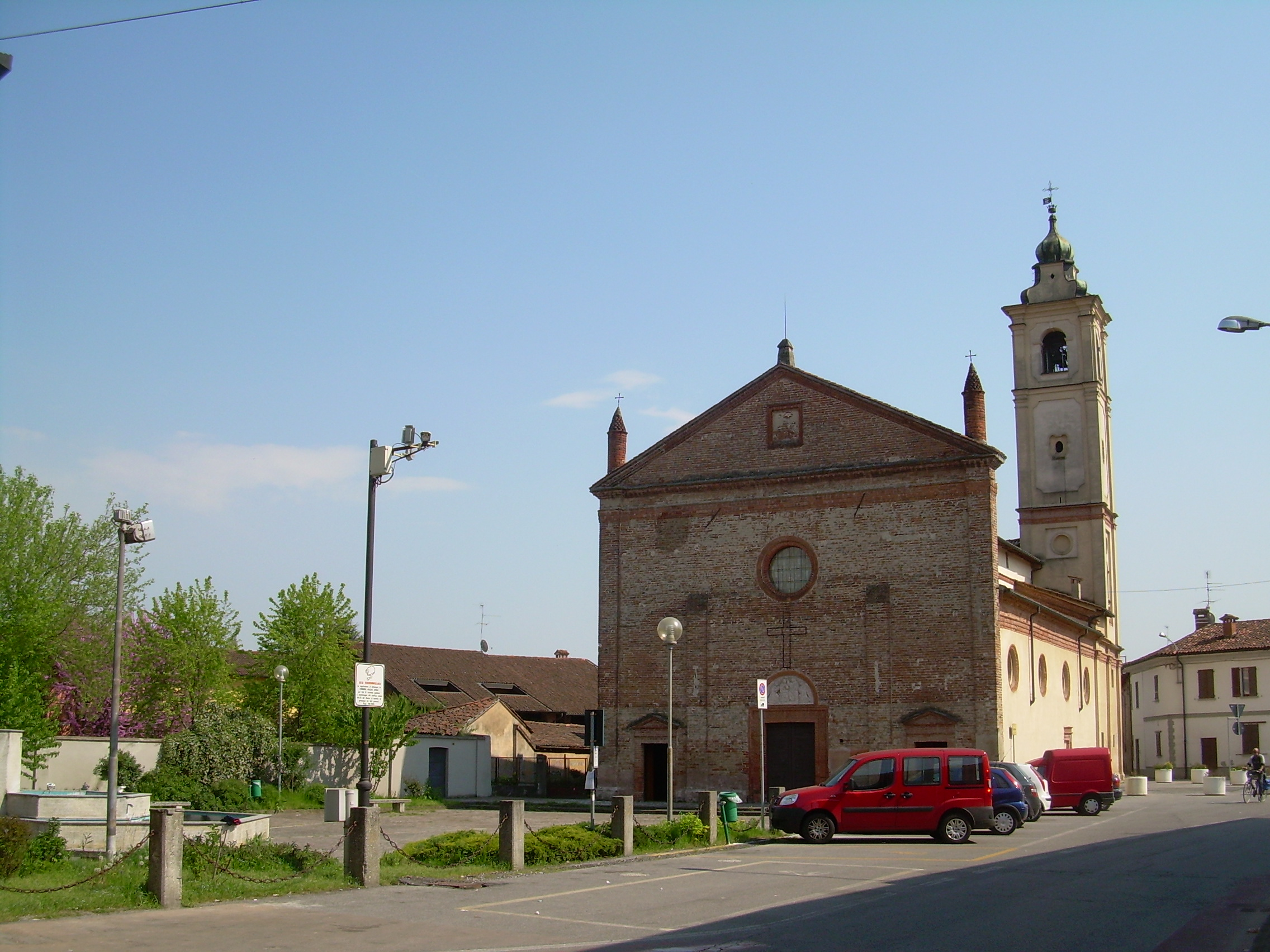

Щорічний фестиваль відбувається 15 серпня. Покровитель — Santa Maria.

## Демографія
Населення за роками:

Станом на 1 січня 2023 року в муніципалітеті офіційно проживало 411 іноземців з 38 країн, серед них 106 громадян країн Євросоюзу та 12 громадян України.

## Сусідні муніципалітети
- Бертоніко
- Камаїраго
- Формігара
- Гомбіто
- Терранова-дей-Пассерині

## Міста-побратими
- Лоццоло, Італія